# Oecobius
Oecobius és un gènere d'aranyes araneomorfes de la família dels ecòbids (Oecobiidae). Fou descrit per primera vegada l'any 1846 per H. Lucas.
Les anomenen wall spiders ("aranyes de paret"). Són aranyes molt petites que fan petites teranyines planes en esquerdes i forats de les parets i espais similars. Posseeixen cribel, que és una mena de pinta que utilitza per separar en moltes fibres extremadament fines la seda que produeixen amb les seves fileres. Són fibres tan fines de diàmetre que els petits insectes cauen atrapats més fàcilment. Les aranyes llavors els mosseguen abans que es puguin escapar.
En conjunt, el gènere té una distribució molt diversa. Moltes són endèmiques; per exemple, a les Illes Canàries hi ha més de 40 espècies, la majoria endèmiques. Algunes, com O. navus –també coneguda com a O. annulipes– o O. cellariorum, són cosmopolites.
Una espècies peculiar és O. civitas. Quan una aranya entra a casa seva, més que defensar l'espai, se'n va per buscar un altre espai.

## Taxonomia
Segons el World Spider Catalog amb data del 2018, Oecobius te reconegudes les següents 90 espècies:
- Oecobius achimota Shear & Benoit, 1974
- Oecobius aculeatus Wunderlich, 1987
- Oecobius affinis O. Pickard-Cambridge, 1872
- Oecobius agaetensis Wunderlich, 1992
- Oecobius albipunctatus O. Pickard-Cambridge, 1872
- Oecobius alhoutyae Wunderlich, 1995
- Oecobius amboseli Shear & Benoit, 1974
- Oecobius annulipes Lucas, 1846
- Oecobius ashmolei Wunderlich, 1992
- Oecobius beatus Gertsch & Davis, 1937
- Oecobius bracae Shear, 1970
- Oecobius brachyplura (Strand, 1913)
- Oecobius bumerang Wunderlich, 2011
- Oecobius caesaris Wunderlich, 1987
- Oecobius cambridgei Wunderlich, 1995
- Oecobius camposi Wunderlich, 1992
- Oecobius cellariorum (Dugès, 1836)
- Oecobius chiasma Barman, 1978
- Oecobius civitas Shear, 1970
- Oecobius concinnus Simon, 1893
- Oecobius culiacanensis Shear, 1970
- Oecobius cumbrecita Wunderlich, 1987
- Oecobius depressus Wunderlich, 1987
- Oecobius dolosus Wunderlich, 1987
- Oecobius doryphorus Schmidt, 1977
- Oecobius duplex Wunderlich, 2011
- Oecobius eberhardi Santos & Gonzaga, 2008
- Oecobius erjosensis Wunderlich, 1992
- Oecobius fahimii Zamani & Marusik, 2018
- Oecobius ferdowsii Mirshamsi, Zamani & Marusik, 2017
- Oecobius fortaleza Wunderlich, 1992
- Oecobius fuerterotensis Wunderlich, 1992
- Oecobius furcula Wunderlich, 1992
- Oecobius gomerensis Wunderlich, 1980
- Oecobius hayensis Wunderlich, 1992
- Oecobius hidalgoensis Wunderlich, 1992
- Oecobius hierroensis Wunderlich, 1987
- Oecobius hoffmannae Jiménez & Llinas, 2005
- Oecobius idolator Shear & Benoit, 1974
- Oecobius iguestensis Wunderlich, 1992
- Oecobius ilamensis Zamani, Mirshamsi & Marusik, 2017
- Oecobius incertus Wunderlich, 1995
- Oecobius infierno Wunderlich, 1987
- Oecobius infringens Wunderlich, 2011
- Oecobius interpellator Shear, 1970
- Oecobius isolatoides Shear, 1970
- Oecobius isolatus Chamberlin, 1924
- Oecobius juangarcia Shear, 1970
- Oecobius kowalskii Magalhães & Santos, 2018
- Oecobius lampeli Wunderlich, 1987
- Oecobius latiscapus Wunderlich, 1992
- Oecobius linguiformis Wunderlich, 1995
- Oecobius longiscapus Wunderlich, 1992
- Oecobius machadoi Wunderlich, 1995
- Oecobius maculatus Simon, 1870
- Oecobius marathaus Tikader, 1962
- Oecobius maritimus Wunderlich, 1987
- Oecobius minor Kulczyński, 1909
- Oecobius nadiae (Spassky, 1936)
- Oecobius navus Blackwall, 1859
- Oecobius palmensis Wunderlich, 1987
- Oecobius parapsammophilus Wunderlich, 2011
- Oecobius pasteuri Berland & Millot, 1940
- Oecobius paulomaculatus Wunderlich, 1995
- Oecobius persimilis Wunderlich, 1987
- Oecobius petronius Simon, 1890
- Oecobius piaxtla Shear, 1970
- Oecobius pinoensis Wunderlich, 1992
- Oecobius przewalskyi Hu & Li, 1987
- Oecobius psammophilus Wunderlich, 2011
- Oecobius pseudodepressus Wunderlich, 1992
- Oecobius putus O. Pickard-Cambridge, 1876
- Oecobius rhodiensis Kritscher, 1966
- Oecobius rioensis Wunderlich, 1992
- Oecobius rivula Shear, 1970
- Oecobius rugosus Wunderlich, 1987
- Oecobius selvagensis Wunderlich, 1995
- Oecobius sheari Benoit, 1975
- Oecobius similis Kulczyński, 1909
- Oecobius simillimus Wunderlich, 2011
- Oecobius sinescapus Wunderlich, 2017
- Oecobius sombrero Wunderlich, 1987
- Oecobius tadzhikus Andreeva & Tyschchenko, 1969
- Oecobius tasarticoensis Wunderlich, 1992
- Oecobius teliger O. Pickard-Cambridge, 1872
- Oecobius templi O. Pickard-Cambridge, 1876
- Oecobius tibesti Shear & Benoit, 1974
- Oecobius trimaculatus O. Pickard-Cambridge, 1872
- Oecobius unicoloripes Wunderlich, 1992

Segons el World Spider Catalog versió 19.0 (2018), existeixen una espècie fòssil:
- †Oecobius piliformis Wunderlich, 1988